# Osserain-Rivareyte
Osserain-Rivareyte è un comune francese di 250 abitanti situato nel dipartimento dei Pirenei Atlantici nella regione della Nuova Aquitania.

## Società

### Evoluzione demografica
Abitanti censiti